# Sangria gratuite
 (mars 2018).
Si vous disposez d'ouvrages ou d'articles de référence ou si vous connaissez des sites web de qualité traitant du thème abordé ici, merci de compléter l'article en donnant les références utiles à sa vérifiabilité et en les liant à la section « Notes et références ».
Sangria gratuite est un groupe français créé en 1998 à Tarbes.

## Histoire
Sangria gratuite est un groupe créé en 1998 à Tarbes. Au départ plutôt orienté vers des rythmiques Ska-Rock, leur musique n'a cessé d'évoluer et s'est complétée de tendances celtiques, exotiques et latino.
En 2008 pour les dix ans du groupe ils enregistrent un DVD live intitulé 10 ans d'âge, au centre Léo Lagrange de Séméac
En juin 2012, sort leur premier un digipack-best of (La Kompilanou) comprenant un CD de 19 titres et un DVD de 25 vidéos.
En juin 2014, le trio sort un nouvel album aux influences cubaines intitulé Show bouillant. Deux clips sont tournés, le premier En mi barrio, à La Havane, l'autre Guay de Paraguay près de Viñales dans l'ouest de Cuba. Un troisième clip Baiona, tourné pendant les fêtes de Bayonne, sort le 31 mars 2015. Le 7 octobre 2015 le groupe sort le documentaire Show bouillant naissance d'un album retraçant leur voyage à Cuba
En juin 2016, sort l'album Un eldorado. En 2018 le groupe part en tournée pour fêter leur 20 ans.
En mai 2019, un nouvel album intitulé Sangria Grat’8 voit le jour. Le premier extrait (accompagné d'un clip) s'intitule « Eh, toi là-haut ». Trois autres singles issus de ce même album sortent jusqu'à la fin de l'année 2021, chacun accompagné d'un clip vidéo : « J'ai rendez-vous », « Ma chance », « Midi minuit (Radio edit) ».
En avril 2022, un nouveau single est produit, il s’intitule « Compères ». Un clip est tourné à Mimizan dans les Landes, il est réalisé par Osa-k. 
En novembre 2022, c’est le single « On est comme on est » qui débarque. Le clip est tourné à l’automne 2022 à la fête foraine de Pau. Il est réalisé par Osa-k. 
En février 2024, sort la chanson « Réveillons-nous ». C’est Osa-k qui tourne le clip sur la plage du Santocha à Capbreton dans les Landes. 

## Membres du groupe
- David Epi : guitares, yukulélé, chant ;
- Laurent Delpech (Lolo) : percussions, batterie, chant ;
- Pascal Gibeaux (Gibb's) : basse, chant.

## Discographie
« Compères »(avril 2022) single
« On est comme on est » (novembre 2022) single
« Réveillons-nous » (février 2024) single